# Ville Valo
Ville Hermanni Valo (uttal (fil)), född 22 november 1976 i Helsingfors, var sångare i den finländska rockgruppen HIM framtill bandets upplösning 2017. Han är också verksam som soloartist. Innan bildandet av HIM 1991 spelade han trummor och bas i andra band tillsammans med kompisen Migé Amour. Valos röstläge är baryton; 2006 blev han rankad 80 på den amerikanska tidskriften Hit Paraders lista över de 100 bästa metalsångarna genom tiderna.
Valo är god vän till skateboardåkaren Bam Margera, som har spelat in många av HIM:s musikvideor. Valo har också skapat en egen symbol till sitt band, symbolen kallas heartagram och är ett hjärta blandat med ett upp och nedvänt pentagram.
Under 2007 togs Ville Valo in på behandlingshem på grund av att han druckit för mycket alkohol efter turnén för albumet Dark Light, och hans hjärta var nära att kollapsa. Valo var på behandlingshemmet i 28 dagar. Han minskade tiden för att han ville fortsätta med att arbeta med det nya albumet Venus Doom. Valo har i en intervju från 2023 berättat att han numera väljer musiken före alkoholen och att han inte har festat på flera år.
Valo har även medverkat på låten "Bittersweet" av Apocalyptica, tillsammans med Lauri Ylönen från The Rasmus. Låten gavs ut som singel i november 2004 och blev etta på Finlands singellista i 11 veckor.
I januari 2023 släppte Valo soloalbumet Neon Noir under sitt nya artistnamn VV. Albumsläppet följdes av en internationell turné med över 150 spelningar på fyra kontinenter.